# Maria Teresa Toskańska (1801–1855)
Maria Teresa Franciszka Józefa Joanna Benedykta Habsburg-Lotaryńska (ur. 21 marca 1801 w Wiedniu; zm. 12 stycznia 1855 w Turynie), królowa Sardynii i Piemontu.
Maria Teresa urodziła się w 1801 roku jako córka arcyksięcia Ferdynanda III, wielkiego księcia Toskanii, i jego żony Luizy Marii, księżniczki Neapolu i Sycylii (córki króla Ferdynanda I Burbona i królowej Marii Karoliny Habsburg). Dzieciństwo spędziła w Wiedniu i Würzburgu.
30 grudnia 1817 roku, w katedrze Santa Maria del Fiore, wyszła za mąż za Karola Alberta, późniejszego króla Sardynii. Maria Teresa i Karol Albert mieli trójkę dzieci:
- Wiktor Emanuel II (ur. 14 marca 1820; zm. 9 stycznia 1878), król Włoch
- Ferdynand Maria (ur. 15 listopada 1822; zm. 10 lutego 1855), książę Genui
- Maria Krystyna (ur. 2 lipca 1826; zm. 15 lipca 1827), księżniczka Sardynii i Piedmontu

Po śmierci męża Maria Teresa powróciła do Toskanii, gdzie zmarła w 1855 roku. Została pochowana w Basilica di Superga w Turynie.